# LXXXXI. Armeekorps
LXXXXI. Armeekorps var en tysk armékår under andra världskriget. Kåren sattes upp den 20 augusti 1944.

## Befälhavare
Kårens befälhavare:
- Generalleutnant Ulrich Kleemann  18 september 1944–9 oktober 1944

Stabschef:
- Oberstleutnant Erich Pfeiffer  1 augusti 1944–1 september 1944
- Oberstleutnant Siemoneit  1 september 1944–1 maj 1945